# Frontinella
Frontinella is een geslacht van spinnen uit de familie hangmatspinnen (Linyphiidae).

## Soorten
De volgende soorten zijn bij het geslacht ingedeeld:
- Frontinella bella Bryant, 1948
- Frontinella communis (Hentz, 1850)
- Frontinella huachuca Gertsch & Davis, 1946
  - Frontinella huachuca benevola Gertsch & Davis, 1946
- Frontinella hubeiensis Li & Song, 1993
- Frontinella laeta (O. P.-Cambridge, 1898)
- Frontinella omega Kraus, 1955
- Frontinella potosia Gertsch & Davis, 1946
- Frontinella tibialis F. O. P.-Cambridge, 1902
- Frontinella zhui Li & Song, 1993